# Forte de Faial
O Forte de Faial, também referido como Forte do Faial e Forte de Nossa Senhora da Graça, localizava-se na freguesia de Faial da Terra, concelho da Povoação, a sudeste da ilha de São Miguel, nos Açores.
Em posição dominante sobre este trecho do litoral, constituiu-se em uma fortificação destinada à defesa deste ancoradouro contra os ataques de piratas e corsários, outrora frequentes nesta região do oceano Atlântico.

## História
No contexto da Guerra da Sucessão Espanhola (1702-1714) encontra-se referido como "O Reduto no logar do Fayal." na relação "Fortificações nos Açores existentes em 1710".
No contexto da instalação da Capitania Geral dos Açores, o seu estado foi assim reportado em 1767:
"18.° — Forte de Nossa Senhora da Graça, no logar do Fayal. Este Forte precisa de Quartel e paiol pelo não ter, e abrirem-se-lhe 6 canhoneiras, para as quaes precisa 6 peças, e reedificar-se as suas paredes, maiormente sendo este sitio o que mais tem sido perseguido dos Mouros."
Ao final do século XVIII, a Relação dos Castelos e mais Fortes da Ilha de S. Miguel do seu estado do da sua Artelharia, Palamentas, Muniçoens e do q.' mais precizam, pelo major engenheiro João Leite de Chaves e Melo Borba Gato, informava:
"Forte do Faial - No termo de V.a Franca, assim chamão a hu'a tricheira de ceixo lizo, solta, isto he sem barro ou argamça, mas com hu'a boa peça de bronze de camara de 36, e 2 de ferro todas desmontadas, e não tem palamenta, nem munições: he o ultimo Forte da costa do Sul, e o 3.o q.' eu abandono, porq' não tem q.' defender, mais q.' a entrada de hum porto, tão incognito, como de si pequeno, pois não tem mais q.' 2 barcos, e do lug.r p.a os mais da Ilha não há comunicação senão por caminhos, tão estreitos, e aRiscados q.' a maior p.te delles se vem os cavaleiros obrigados a apiar."
Esta estrutura não chegou até aos nossos dias.

## Características
Constituía-se em um simples entrincheiramento protegido por um parapeito de seixos lisos, em aparelho solto. Não possuía edificações de serviço (Casa do Comando, Quartel de Tropa, Paiol de Pólvora).